# Alfesibea (figlia di Fegeo)
Alfesibea (in greco antico: Ἀλφεσιβοίας?, Alphesibòiās) è un personaggio della mitologia greca, una dei tre figli di Fegeo, re di Psofi, in Arcadia fu sposa di Alcmeone.
Secondo Pausania i nomi dei tre figli di Fegeo erano Alfesibea, Assione e Temeno, mentre secondo Apollodoro i nomi dei figli (sempre tre) furono Arsinoe, Pronoo ed Agenore. 

Seppur vissute con nomi diversi, le vicende dei tre figli sono comunque simili ed il mito di Alfesibea è molto simile a quello di Arsinoe.

## Mitologia
Alfesibea sposò Alcmeone per volere del padre quando questi giunse nella sua città in cerca di purificazione per via di un empio omicidio da lui compiuto. 

Come dono di nozze l'uomo donò alla sposa un peplo e la collana di Armonia, donna quest'ultima che fu la sposa di Cadmo.
Dopo il matrimonio Alfesibea venne abbandonata dal marito che la ripudiò lasciando l'Arcadia per sposare un'altra donna (Calliroe). 

Quando Alcmeone morì, ucciso per vendetta dai due fratelli maschi di Alfesibea, Calliroe si vendicò facendoli uccidere dai suoi figli, che vennero aiutati dalla stessa Alfesibea.